# Marija Bešter Rogač
Marija Bešter Rogač, slovenska kemičarka, * 14. november 1958, Zgornja Besnica, Kranj.
Ukvarja se s področjem fizikalne kemije.

## Življenje in delo
Marija Bešter Rogač je maturirala na Gimnaziji Kranj leta 1976. Izobraževanje je nadaljevala na Fakulteti za kemijo in kemijsko tehnologijo v Ljubljani, kjer je 1981 diplomirala, leta 1983 magistrirala in leta 1988 doktorirala ter se leta 1981 tam tudi zaposlila. Leta 1979 je dobila Krkino nagrado za študente. Leta 1994 je prejela štipendijo Humboldtovega sklada za enoletno izpopolnjevanje na Univerzi v Regensburgu v Nemčiji.
Področja njenega delovanja so raztopine elektrolitov in polielektrolitov, električna prevodnost raztopin, kalorimetrija in raziskave koloidnih sistemov z metodo ozkokotnega rentgenskega sipanja.
Od leta 2004 je članica uredniškega odbora revije Acta Chimica Slovenica. V letih od 2007 do 2009 je bila članica Komisije za magistrski študij Univerze v Ljubljani in od 2009 do 2013 prodekanja za dodiplomski in magistrski študij UL FKKT. Leta 2014 je bila imenovana za predsednico Komisije za ženske v znanosti za mandatno obdobje od 2014 do 2018.
Leta 2008 je postala redna profesorica za področje fizikalne kemije.

## Nagrade in priznanja
- Študentska Krkina nagrada, 1978
- Humboldtova štipendija, Nemčija, 1994
- Priznanje Maksa Samca za popularizacijo študijev na Fakulteti za kemijo in kemijsko tehnologijo, Univerza v Ljubljani, 2013
- program »Giner de los Rios« na Univerzi v Alcali, Španija, 2016
- Marca 2018 je bila sprejeta v Evropsko akademijo znanosti in umetnosti.[3]